# Masahiko Kimura

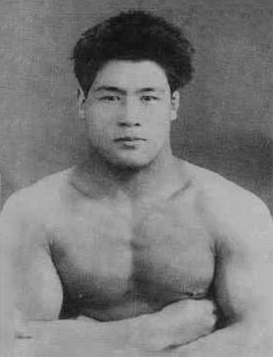
.

Masahiko Kimura (木村政彦, Kimura Masahiko), né le 10 septembre 1917 à Kumamoto au Japon, mort le 18 avril 1993 est un judoka, considéré par certains[Par qui ?] comme l'un des plus grands de tous les temps,.

## Biographie
À l'âge de 16 ans, après six ans de judo, Kimura est promu au rang de 4e dan. Il avait vaincu à la suite six adversaires (chacun possédant un grade de 3e ou 4e dan). En 1935, à l'âge de 18 ans, il devint le plus jeune godan (ceinture noire 5e degré) lorsqu'il défie huit adversaires consécutifs au Kodokan (siège du principal organisme de judo). Le succès remarquable de Kimura peut être en partie attribué au régime fanatique de son entraînement. À ce qu'on rapporte, il n'a perdu que quatre combats de judo au cours de sa vie, tous se déroulant en 1935. Il envisagea d'abandonner le judo après ces défaites, mais, grâce aux encouragements de ses amis, il recommença à s'entraîner. Toutes les nuits, il s'exerçait contre un arbre à osoto gari, projection basique. Après six mois, sa technique était telle que les randoris quotidiens ou les sessions de joute dans les différents dojos se terminèrent par des commotions chez dix personnes. Ses collègues étudiants lui demandaient fréquemment de ne pas utiliser sa technique d'osoto gari peu orthodoxe. À l'apogée de sa carrière, l'entraînement quotidien de Kimura comprenait un millier de pompes ainsi que neuf heures de pratique. Il est promu au rang de 7e dan à l'âge de 30 ans, rang auquel il se cramponna au cours de ses disputes avec les représentants du Kodokan, sur le fait qu'il était devenu un combattant professionnel, refusant de restituer le drapeau (prix) des championnats japonais de judo, et sur le fait qu'il avait obtenu ses grades de dan alors qu'il se trouvait au Brésil. Kimura débuta également le karaté dans sa recherche des arts martiaux, croyant que le karaté pourrait renforcer ses mains. Il s'entraîna tout d'abord pendant deux ans à ce que l'on connaît aujourd'hui comme le karaté Shotokan, sous la tutelle de son fondateur Gichin Funakoshi, pour se tourner ensuite vers le karaté Gōjū-ryū, aux côtés de So-Nei Chu (un élève de la légende du karaté Gōjū-ryū Gogen Yamaguchi), et devint par la suite un instructeur assistant dans son dojo.

## Combat contre Hélio Gracie
En 1955, Masahiko Kimura, alors âgé de 38 ans, prend part à un combat au Brésil face à Hélio Gracie, membre de la célèbre famille Gracie faisant la promotion de leur style de jiu-jitsu basé fortement sur les techniques de soumission au sol.
Cette rencontre prend la forme d'un match de judo ne pouvant être conclu que par soumission.
Pendant le combat, Kimura projette Gracie à maintes reprises via des techniques de judo : ippon-seoi-nage, o-soto-gari, o-uchi-gari, uchi-mata ou encore harai-goshi. À ce qu'on rapporte, Kimura voulait ainsi faire perdre connaissance à son adversaire.
Cependant, la surface de l'aire de combat était apparemment trop molle pour que cela n'advienne. Kimura inflige également de douloureuses techniques de lutte par étranglement, telle que kuzure-kami-shiho-gatame, kesa-gatame et sankaku-jime.
Finalement, à la treizième minute du combat, Kimura se positionne afin d'effectuer un clé d'épaule connue sous le nom de ude-garami inversé. Gracie refuse de se soumettre, même après que son bras ait cassé, contraignant Kimura à maintenir la prise sur le bras cassé de Gracie. À ce moment, Carlos Gracie, aîné de Hélio, jette la serviette afin de mettre un terme au combat et préserver la santé de son frère.
En 1994, Hélio confesse lors d'une interview avoir perdu connaissance plus tôt dans le match, mais avoir repris ses esprits après que Kimura ait relâché sa prise.
En hommage à la victoire de Kimura, la technique du ude-garami inversé est depuis souvent nommée kimura au jiu-jitsu brésilien puis dans les arts martiaux mixtes.
Kimura décrit l'événement comme ceci :
« 20 000 personnes, comprenant le président du Brésil, étaient venues assister au combat. Hélio qui était nettement plus petit et plus léger mesurait 1,64 m pour 65 kg. Lorsque j'entrai dans le stade, je trouvai une bière (cercueil). Je demandai ce que c'était. Il me fut répondu « C'est pour Kimura, Hélio l'a apportée ». C'était tellement drôle que je ne fus pas loin de m'esclaffer. Alors que je m'approchais du ring, on me jeta des œufs crus. Le gong retentit. Hélio m'agrippa par les deux revers, et m'attaqua par o-soto-gari et ko-uchi-gari. Mais cela ne me fit pas bouger. Ce fut ensuite mon tour. Je l'ai envoyé dans les airs par o-uchi-gari, harai-goshi, uchi-mata, ippon-seoi-nage. Aux environs de la dixième minute, je l'ai projeté par o-soto-gari, en essayant d'occasionner une commotion. Mais puisque le tapis était si tendre je ne pus occasionner un impact important. Pendant que je continuais à le projeter, je pensai à une technique pouvant terminer le combat. Je le projetai une nouvelle fois par o-soto-gari. Dès que Hélio toucha le sol, je le clouai par kuzure-kami-siho-gatame. Je maintins la prise pendant deux ou trois minutes, et ai ensuite tenté de l'étouffer avec le ventre. Hélio hocha la tête pour tenter de respirer. Il ne pouvait supporter cela plus longtemps, et essaya de repousser mon corps en étendant son bras gauche. À cet instant, je saisis son poignet gauche avec ma main droite, et tordis son bras. J'exerçai un ude-garami. Je pensais qu'il abandonnerait immédiatement. Mais Hélio ne taperait pas. Je n'avais pas le choix et continuai à tordre le bras. Le stade devint silencieux. L'os de son bras approchait du point de rupture. Finalement, le bruit de l'os se brisant résonna à travers tout le stade. Hélio ne déclarait toujours pas forfait. Son bras gauche était déjà hors-d'état. Sous ces conditions, je n'avais pas le choix et tordis le bras à nouveau. Il restait beaucoup de temps. Je tordis le bras gauche à nouveau. Un autre os fut brisé. Helio ne tapait toujours pas. Lorsque j'essayai de tordre le bras à nouveau, une serviette blanche fut jetée. Je gagnai par TKO. Ma main fut levée. Les Japonais vivant au Brésil envahirent l'aire de combat et me projetèrent dans les airs. De l'autre côté, Hélio laissait son bras gauche pendant et, l'air très triste, supportait la douleur. »

## Kimura et le catch professionnel
Au début des années 1950, Kimura fut invité par Rikidōzan à prendre part à des combats en tant que catcheur professionnel. Ils pratiquèrent tous deux en équipe et en tant qu'adversaires, mais Kimura n'était pas aussi coté ou populaire que ne l'était Rikidōzan, la raison principale en étant leur propre rivalité (Rikidōzan, qui était Zainichi,  se serait senti dans une situation conflictuelle ou peu sûre à être en compétition pour la publicité avec un Japonais). Le combat opposant Rikidōzan à Kimura pour le titre de champion de catch professionnel poids lourds était le premier match de haut-niveau opposant deux lutteurs professionnels. Le combat, aux dires de Kimura, était censé se terminer par un match nul et appeler une série de revanches. Mais Rikidōzan, que cela eut été prémédité ou le fait d'une improvisation, frappa (commençant à combattre réellement) Kimura jusqu'à lui faire perdre connaissance par l'entremise d'une série de frappes à main ouverte, coups de poing, coups de pied (parmi lesquels certains à l'aine), et remporta le match par KO. Kimura n'eut jamais l'opportunité d'une revanche.
Kimura décrit l'événement comme suit :
« En novembre 1951, j'avais fondé l'Association Kokusai de catch professionnel. Après être revenu des USA où j'avais fait des combats de catch professionnel, j'ai pris part à des exhibitions de catch à travers le Japon. Rikidōzan a également mis sur pied une organisation sous l'appellation d'Association professionnelle japonaise de catch. Ainsi, les mass médias commencèrent à parler de combats opposant Kimura à Rikidōzan. J'ai donc rencontré Rikidōzan afin de connaître son point de vue. Il me dit alors : "C'est une bonne idée. Nous pourrons bâtir une fortune. Faisons-le !" Le premier combat serait un match nul. Le vainqueur du second serait déterminé en jouant à pierre-papier-ciseau. Après le second combat, nous répéterions la procédure. Nous parvinrent ainsi à un arrangement sur ces conditions. En ce qui concerne le déroulement du combat, Rikidōzan devrait me laisser le projeter, et je devrais le laisser me frapper avec le tranchant de sa main. Nous avons ensuite répété les frappes propres au style du karaté ainsi que les projections. Pourtant, dès l'entame du match, Rikidōzan fut submergé par l'appât du gain et l'attrait de la célébrité. Il perdit l'esprit et devint fou. Lorsque je le vis lever la main, j'ouvris les bras afin de recevoir l'assaut. Il délivra l'attaque, non sur ma poitrine, mais sur ma nuque, et ce à sa pleine puissance. J'allai au tapis. Puis il me frappa. Les artères au niveau du cou sont si vulnérables qu'il n'est nul besoin de s'appeler Rikidōzan pour mettre quelqu'un KO. Un collégien pourrait mettre quelqu'un KO de la sorte. Je ne pouvais pas pardonner cette traîtrise. Cette nuit, je reçus un coup de fil m'informant que plusieurs dizaines de yakuzas se rendaient à Tokyo afin d'abattre Rikidōzan. »
Kimura a créé l'IPWF (International Pro Wrestling Force soit la Force internationale de catch professionnel), fondation ayant son siège à Kumamoto, en tant que filiale locale de l'Association japonaise de catch (JWA). 
Bien que la JWA ait par la suite repris les choses en main, l'IPWF est considérée comme étant la première organisation à avoir introduit des catcheurs mexicains en lutte libre.
Plusieurs biographes soulignent que sa carrière de catcheur débuta peu après que l'on eut diagnostiqué une tuberculose chez son épouse, et on suppute qu'il entama cette carrière afin de subvenir à ses soins de santé. Car effectivement, le coût des soins de santé étaient supérieurs aux revenus d'un instructeur de police, seuls revenus qu'il possédât avant de devenir catcheur professionnel.

## KimuravsValdemar Santana
Kimura retourne au Brésil en 1959 pour sa dernière exhibition de judo / catch professionnel. Il est alors opposé à Valdemar Santana dans un combat réel (sans chorégraphie) de soumission. Santana était un champion dans la discipline du Gracie jujutsu ainsi qu'en capoeira. Santana mesurait 1,83 m pour 93 kg. Santana avait au préalable combattu et vaincu Hélio Gracie à deux reprises, les deux combats durant plus de trois heures. Kimura projeta Santana par seoi-nage, hane-goshi et O-Soto-Gari. Il effectua ensuite son célèbre ude-garami, remportant ainsi le combat.
Santana demanda une revanche, selon les règles du vale tudo (le combat précédent étant pour sa part limité à de la lutte). Cette fois-ci, l'issue en fut un match nul, après 40 minutes d'un combat au cours duquel les deux protagonistes perdirent du sang. Sous la pression des promoteurs et de la police, Kimura prit part à ce match en dépit d'un genou blessé, et en allant contre l'avis des médecins.

## Mort
Kimura s'éteint le 18 avril 1993 des suites d'un cancer du poumon, à l'âge de 75 ans.